# Зильберштейн, Лилия Ефимовна
Лилия Ефимовна Зильберштейн (род. 19 апреля 1965, Москва) — советская и немецкая пианистка, музыкальный педагог.

## Биография
В 1972—1984 гг. училась в школе имени Гнесиных у Ады Моисеевны Трауб (окончила с золотой медалью). В 1988 г. окончила Государственный музыкально-педагогический институт имени Гнесиных (класс А. Саца).
С 1990 г. живёт в Германии. Преподаёт в Гамбургской высшей школе музыки и театра.

### Семья
Муж — Александр Герценберг;

дети — Даниил (род. 1991), Антон (род. 1996).

## Творчество
Выступает с сольными концертами в странах Европы, в Израиле, России, США; с Берлинским симфоническим оркестром; с дирижёрами Клаудио Аббадо, Александром Дмитриевым.
Регулярные концерты в дуэте с Мартой Аргерих, Максимом Венгеровым.
Компакт-диски выступлений Л. Зильберштейн записаны Deutsche Grammophon, K&K Verlagsanstalt.

## Награды и признание
- Гран-при на Конкурсе пианистов им. Бузони (Больцано, 1987).